# Rare (Selena-Gomez-Album)
Rare (dt.: „Selten“) ist das dritte Soloalbum der US-amerikanischen Sängerin und Schauspielerin Selena Gomez. Das Studioalbum wurde am 10. Januar 2020 veröffentlicht. Rare ist das dritte Studioalbum, welches Gomez unter dem Plattenlabel Interscope Records veröffentlicht. Gomez gab an, dass dieses Album ihr Tagebuch aus den letzten Jahren sei.

## Entstehung
In einem Interview für Apple Music zum Thema ihres kommenden Studioalbums Rare teilte Gomez mit, dass die Trackliste gut zusammenpasse, nachdem sie in die richtige Reihenfolge gebracht worden sei.
Gomez trat mit Ryan Seacrest in der Radiosendung On Air auf und teilte Seacrest mit, sie habe "eine Million Ideen und es wird einfach cooler und es wird stärker und es wird besser". Später erzählte sie Jimmy Fallon in der Tonight Show, dass das Album ein "Gefühl von starkem Pop" haben werde und dass sie mit E-Gitarre experimentiere. Sie sagte Fallon auch, dass es "vier Jahre gedauert hat, um sich mit diesem Album überhaupt an einem guten Ort zu fühlen".

## Promotion
Das Album wurde auf Gomez’ Instagram-Seite zum ersten Mal angekündigt und genannt. Dort veröffentlichte sie das Cover und einen Ausschnitt aus dem Titeltrack des Albums, Rare.
Das Studioalbum wurde durch die Vorabveröffentlichung der Singles Lose You to Love Me am 23. Oktober 2019 und Look at Her Now am 24. Oktober 2019 beworben. Am 24. November 2019 trat Gomez bei den American Music Awards 2019 mit Lose You to Love Me und Look at Her Now auf, um ihr Album zu promoten. Sie war auch zu Gast in der Tonight Show, um über die Veröffentlichung von Rare zu sprechen.

## Titelliste
| Nr.          | Titel                                | Länge |
| ------------ | ------------------------------------ | ----- |
| 1.           | Rare                                 | 3:40  |
| 2.           | Dance Again                          | 2:50  |
| 3.           | Look At Her Now                      | 2:42  |
| 4.           | Lose You To Love Me                  | 3:26  |
| 5.           | Ring                                 | 2:28  |
| 6.           | Vulnerable                           | 3:12  |
| 7.           | People You Know                      | 3:14  |
| 8.           | Let Me Get Me                        | 3:09  |
| 9.           | Crowded Room (featuring 6lack)       | 3:06  |
| 10.          | Kinda Crazy                          | 3:32  |
| 11.          | Fun                                  | 3:09  |
| 12.          | Cut You Off                          | 3:02  |
| 13.          | A Sweeter Place (featuring Kid Cudi) | 4:23  |
| Gesamtlänge: | Gesamtlänge:                         | 41:53 |

| Nr.          | Titel                         | Länge |
| ------------ | ----------------------------- | ----- |
| 14.          | Bad Liar                      | 3:34  |
| 15.          | Fetish (featuring Gucci Mane) | 3:06  |
| 16.          | It Ain’t Me (with Kygo)       | 3:40  |
| 17.          | Back To You                   | 3:30  |
| 18.          | Wolves (with Marshmello)      | 3:17  |
| Gesamtlänge: | Gesamtlänge:                  | 59:00 |

| Nr.          | Titel                             | Länge |
| ------------ | --------------------------------- | ----- |
| 1.           | Boyfriend                         | 2:41  |
| 2.           | Lose You to Love Me               | 3:26  |
| 3.           | Rare                              | 3:40  |
| 4.           | Souvenir                          | 2:41  |
| 5.           | Look at Her Now                   | 2:42  |
| 6.           | She                               | 2:52  |
| 7.           | Crowded Room (featuring Kid Cudi) | 3:06  |
| 8.           | Vulnerable                        | 3:12  |
| 9.           | Dance Again                       | 2:50  |
| 10.          | Ring                              | 2:28  |
| 11.          | A Sweeter Place (featuring 6lack) | 4:23  |
| 12.          | People You Know                   | 3:14  |
| 13.          | Cut You Off                       | 3:02  |
| 14.          | Let Me Get Me                     | 3:09  |
| 15.          | Kinda Crazy                       | 3:32  |
| 16.          | Fun                               | 3:09  |
| 17.          | Feel Me                           | 3:46  |
| Gesamtlänge: | Gesamtlänge:                      | 53:55 |

## Kommerzieller Erfolg

### Chartplatzierungen
| ChartsChartplatzierungen       | Höchstplatzierung | Wochen |
| ------------------------------ | ----------------- | ------ |
| Deutschland (GfK)              | 3 (10 Wo.)        | 10     |
| Österreich (Ö3)                | 3 (13 Wo.)        | 13     |
| Schweiz (IFPI)                 | 3 (11 Wo.)        | 11     |
| Vereinigte Staaten (Billboard) | 1 (26 Wo.)        | 26     |
| Vereinigtes Königreich (OCC)   | 2 (26 Wo.)        | 26     |

| ChartsJahrescharts (2020)      | Platzierung |
| ------------------------------ | ----------- |
| Vereinigte Staaten (Billboard) | 101         |
| Vereinigtes Königreich (OCC)   | 55          |

### Auszeichnungen für Musikverkäufe
| Land/Region                  | Auszeichnungen für Musikverkäufe (Land/Region, Auszeichnung, Verkäufe) | Verkäufe  |
| ---------------------------- | ---------------------------------------------------------------------- | --------- |
| Brasilien (PMB)              | 3× Platin                                                              | 120.000   |
| Dänemark (IFPI)              | Platin                                                                 | 20.000    |
| Finnland (IFPI)              | Gold                                                                   | 10.000    |
| Frankreich (SNEP)            | Gold                                                                   | 50.000    |
| Neuseeland (RMNZ)            | Platin                                                                 | 15.000    |
| Norwegen (IFPI)              | Platin                                                                 | 20.000    |
| Österreich (IFPI)            | Gold                                                                   | 7.500     |
| Polen (ZPAV)                 | Platin                                                                 | 20.000    |
| Singapur (RIAS)              | Gold                                                                   | 5.000     |
| Vereinigte Staaten (RIAA)    | Platin                                                                 | 1.000.000 |
| Vereinigtes Königreich (BPI) | Gold                                                                   | 100.000   |
| Insgesamt                    | 5× Gold · 8× Platin ·                                                  | 1.367.500 |

Hauptartikel: Selena Gomez/Auszeichnungen für Musikverkäufe